# جمع‌آوری کنارجدولی

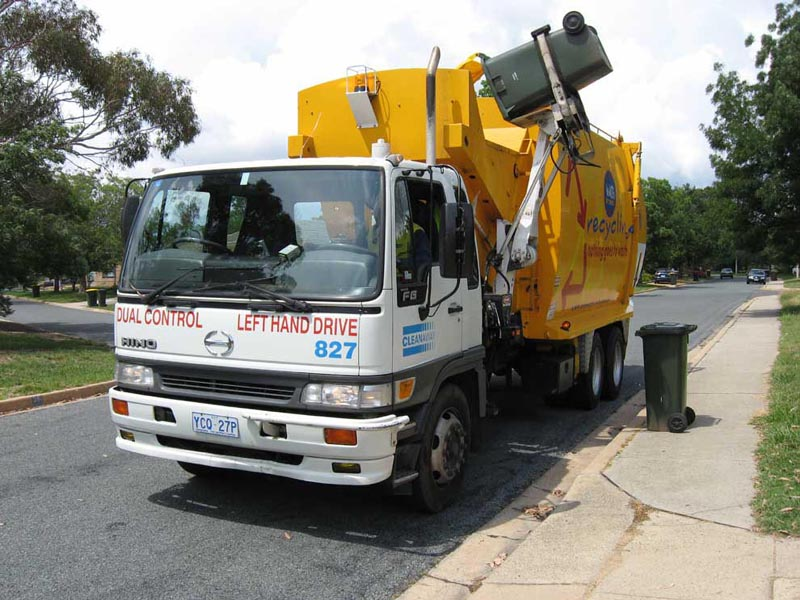
خودرو مخصوص جمع‌آوری زباله‌های کنارجدولی در استرالیا

جمع‌آوری کنارجدولی (به انگلیسی: Curbside collection) سرویس یا خدمتی است که معمولاً در مناطق شهری و نیمه شهری برای جمع‌آوری زباله‌ها و مواد قابل بازیافت منازل انجام می‌شود. این کار معمولاً توسط پرسنلی که از وسایل نقلیه مخصوص جمع‌آوری زباله‌های خانگی استفاده می‌کنند و در کانتینرهای مورد پذیرش شهرداری انجام می‌شود.